# Fedótovka
Fedótovka - Федотовка (rus) - és un poble del krai de Krasnodar, a Rússia. Es troba al vessant septentrional del mont Koldun (447 m), a la península d'Abrau, a 2 km de la riba meridional de la mar Negra, a 7 km al sud-oest de Novorossiïsk i a 107 km al sud-oest de Krasnodar, la capital.
Pertany al municipi de Miskhako.